# II Divisão B de 2009–10
A II Divisão 2009/2010 é a 76ª edição do terceiro escalão do futebol português, realizada entre Setembro de 2009 e Junho de 2010.

## Formato da prova
Nesta época, o campeonato nacional da II Divisão voltou a ser dividida em 3 zonas (Norte, Centro e Sul) de 16 equipas cada.
As equipas são colocadas nas zonas segunda a sua localização geográfica de norte para sul, exceptuando as equipas das regiões autónomas (Açores e Madeira).

As equipas das zonas autónomas são distribuídas pelas três zonas segundo um sistema de rotatividade trianual. Nesta época as equipas da Região Autónoma dos Açores ficaram colocadas na Zona Centro, enquanto que as equipas da Região Autónoma da Madeira ficaram na Zona Sul.

O primeiro classificado de cada zona apura-se para a Liguilha de Acesso a Liga Vitalis/Apuramento de Campeão, sendo que o 1º classificado dessa liguilha é o Campeão da II Divisão e sobe a Liga Vitalis; 0 2º classificado também sobe a Liga Vitalis enquanto que o 3º classificado permanece na II Divisão.

Os quatro últimos classificados (13º, 14º, 15º e 16º) e os dois piores 12º classificados (das três zonas), são despromovidas a III Divisão.

## Clubes participantes da temporada 2009/10

### Zona Norte
|    | Clube                | Localidade           | Associação          |  |
| 1  | Atlético de Valdevez | Arcos de Valdevez    | AF Viana do Castelo |  |
| 2  | Vianense             | Viana do Castelo     | AF Viana do Castelo |  |
| 3  | Ribeirão             | Ribeirão             | AF Braga            |  |
| 4  | Moreirense           | Moreira de Cónegos   | AF Braga            |  |
| 5  | Merelinense          | São Pedro de Merelim | AF Braga            |  |
| 6  | Vieira               | Vieira do Minho      | AF Braga            |  |
| 7  | Vizela               | Vizela               | AF Braga            |  |
| 8  | Tirsense             | Santo Tirso          | AF Porto            |  |
| 9  | Boavista             | Porto                | AF Porto            |  |
| 10 | Gondomar             | Porto                | AF Porto            |  |
| 11 | Aliados Lordelo      | Lordelo              | AF Porto            |  |
| 12 | Lousada              | Lousada              | AF Porto            |  |
| 13 | Padroense            | Padrão da Légua      | AF Porto            |  |
| 14 | Paredes              | Paredes              | AF Porto            |  |
| 15 | Sporting de Espinho  | Espinho              | AF Aveiro           |  |
| 16 | Lourosa              | Lourosa              | AF Aveiro           |  |

O Atlético de Valdevez foi desqualificada após a falta de comparência aos jogos da 12ª e 13ª Jornada. (Aliados Lordelo/Atlético de Valdevez e Sporting de Espinho/Atlético de Valdevez)

### Zona Centro
|    | Clube              | Localidade             | Associação        |  |
| 1  | Esmoriz            | Esmoriz                | AF Aveiro         |  |
| 2  | Arouca             | Arouca                 | AF Aveiro         |  |
| 3  | Oliveira do Bairro | Oliveira do Bairro     | AF Aveiro         |  |
| 4  | Pampilhosa         | Pampilhosa             | AF Aveiro         |  |
| 5  | Ac. Viseu          | Viseu                  | AF Viseu          |  |
| 6  | Tondela            | Tondela                | AF Viseu          |  |
| 7  | Tourizense         | Touriz                 | AF Coimbra        |  |
| 8  | União da Serra     | S.ta Catarina da Serra | AF Leiria         |  |
| 9  | Marinhense         | Marinha Grande         | AF Leiria         |  |
| 10 | Sertanense         | Sertã                  | AF Castelo Branco |  |
| 11 | Monsanto           | Monsanto               | AF Santarém       |  |
| 12 | Eléctrico          | Ponte de Sôr           | AF Portalegre     |  |
| 13 | Vit. Pico          | São Roque do Pico      | AF Horta          |  |
| 14 | Praiense           | Praia da Vitória       | AF Angra Heroísmo |  |
| 15 | Operário           | Ponta Delgada          | AF Ponta Delgada  |  |
| 16 | Mafra              | Mafra                  | AF Lisboa         |  |

### Zona Sul
|    | Clube            | Localidade            | Associação |  |
| 1  | Igreja Nova      | Mafra                 | AF Lisboa  |  |
| 2  | E. Amadora       | Amadora               | AF Lisboa  |  |
| 3  | Atlético         | Lisboa                | AF Lisboa  |  |
| 4  | Real Sport Clube | Queluz                | AF Lisboa  |  |
| 5  | Odivelas         | Odivelas              | AF Lisboa  |  |
| 6  | Oriental         | Lisboa                | AF Lisboa  |  |
| 7  | Pinhalnovense    | Pinhal Novo           | AF Setúbal |  |
| 8  | At. Reguengos    | Reguengos de Monsaraz | AF Évora   |  |
| 9  | Aljustrelense    | Aljustrel             | AF Beja    |  |
| 10 | Louletano        | Loulé                 | AF Algarve |  |
| 11 | Lagoa            | Lagoa                 | AF Algarve |  |
| 12 | Marítimo B       | Funchal               | AF Madeira |  |
| 13 | Pontassolense    | Ponta do Sol          | AF Madeira |  |
| 14 | União da Madeira | Funchal               | AF Madeira |  |
| 15 | Santana          | Santana               | AF Madeira |  |
| 16 | Camacha          | Camacha               | AF Madeira |  |

## Tabela Classificativa

### Zona Norte
|     | Equipa             | Pts | J  | V  | E  | D  | GM | GS | +/- | Notas                          |
| --- | ------------------ | --- | -- | -- | -- | -- | -- | -- | --- | ------------------------------ |
| 1.  | Moreirense FC      | 66  | 28 | 21 | 3  | 4  | 49 | 14 | +30 | Play-Off acesso à Liga Vitalis |
| 2.  | FC Tirsense        | 52  | 28 | 21 | 3  | 4  | 42 | 24 | +18 |                                |
| 3.  | FC Vizela          | 49  | 28 | 13 | 10 | 5  | 41 | 24 | +17 |                                |
| 4.  | Gondomar SC        | 47  | 28 | 14 | 5  | 9  | 39 | 30 | +9  |                                |
| 5.  | Sp. Espinho        | 40  | 28 | 10 | 10 | 8  | 36 | 34 | +2  |                                |
| 6.  | GD Ribeirão        | 38  | 28 | 9  | 11 | 8  | 34 | 32 | 2   |                                |
| 7.  | Boavista FC        | 37  | 28 | 10 | 7  | 11 | 34 | 38 | -4  |                                |
| 8.  | Merelinense FC     | 35  | 28 | 9  | 8  | 11 | 26 | 27 | -1  |                                |
| 9.  | AD Lousada         | 35  | 28 | 10 | 5  | 13 | 25 | 37 | -12 |                                |
| 10. | Aliados de Lordelo | 34  | 28 | 10 | 4  | 14 | 26 | 26 | 0   |                                |
| 11. | Padroense FC       | 34  | 28 | 10 | 4  | 14 | 33 | 43 | -10 |                                |
| 12. | Paredes            | 33  | 28 | 9  | 6  | 13 | 32 | 34 | -2  | Despromovido III Divisão       |
| 13. | SC Vianense        | 33  | 28 | 9  | 6  | 13 | 35 | 43 | -8  | Despromovido III Divisão       |
| 14. | Lusitânia Lourosa  | 30  | 28 | 8  | 6  | 14 | 31 | 46 | -15 | Despromovido III Divisão       |
| 15. | Vieira SC          | 17  | 28 | 3  | 8  | 17 | 20 | 46 | -26 | Despromovido III Divisão       |
| 16. | Atl. Valdevez      | 0   | 0  | 0  | 0  | 0  | 0  | 0  | 0   | Desqualificado                 |

### Zona Centro
|     | Equipa              | Pts | J  | V  | E  | D  | GM | GS | +/- | Notas                          |
| --- | ------------------- | --- | -- | -- | -- | -- | -- | -- | --- | ------------------------------ |
| 1.  | FC Arouca           | 57  | 30 | 17 | 6  | 7  | 41 | 23 | +19 | Play-Off acesso à Liga Vitalis |
| 2.  | FC Pampilhosa       | 52  | 30 | 15 | 7  | 8  | 46 | 30 | +16 |                                |
| 3.  | GD Tourizense       | 50  | 30 | 14 | 8  | 8  | 35 | 25 | +10 |                                |
| 4.  | CD Tondela          | 48  | 30 | 14 | 6  | 10 | 50 | 27 | +23 |                                |
| 5.  | CD Mafra            | 46  | 30 | 12 | 10 | 8  | 29 | 26 | +3  |                                |
| 6.  | Sp. Esmoriz         | 45  | 30 | 13 | 6  | 11 | 31 | 29 | 2   |                                |
| 7.  | SC Praiense         | 41  | 30 | 10 | 11 | 9  | 25 | 23 | +2  |                                |
| 8.  | União da Serra      | 41  | 30 | 11 | 8  | 11 | 28 | 26 | +2  |                                |
| 9.  | Sertanense FC       | 40  | 30 | 11 | 7  | 12 | 31 | 34 | -3  |                                |
| 10. | Eléctrico FC        | 40  | 30 | 11 | 7  | 12 | 32 | 35 | -3  |                                |
| 11. | Operário dos Açores | 40  | 30 | 11 | 7  | 12 | 33 | 33 | 0   |                                |
| 12. | Académico de Viseu  | 36  | 30 | 9  | 9  | 12 | 34 | 37 | -3  | Despromovido III Divisão       |
| 13. | Atl. Marinhense     | 34  | 30 | 9  | 7  | 14 | 20 | 37 | -17 | Despromovido III Divisão       |
| 14. | Oliveira do Bairro  | 31  | 30 | 8  | 7  | 15 | 30 | 47 | -17 | Despromovido III Divisão       |
| 15. | Vitória do Pico     | 31  | 30 | 9  | 4  | 17 | 29 | 47 | -18 | Despromovido III Divisão       |
| 16. | Monsanto            | 28  | 30 | 6  | 10 | 14 | 27 | 42 | -15 | Despromovido III Divisão       |

### Zona Sul
|     | Equipa             | Pts | J  | V  | E  | D  | GM | GS | +/- | Notas                          |
| --- | ------------------ | --- | -- | -- | -- | -- | -- | -- | --- | ------------------------------ |
| 1.  | União da Madeira   | 74  | 30 | 23 | 3  | 5  | 70 | 25 | +45 | Play-Off acesso à Liga Vitalis |
| 2.  | Atlético CP        | 53  | 30 | 15 | 8  | 7  | 41 | 30 | +11 |                                |
| 3.  | Louletano          | 53  | 30 | 15 | 8  | 7  | 42 | 33 | +9  |                                |
| 4.  | Oriental           | 52  | 30 | 14 | 10 | 6  | 37 | 25 | +12 |                                |
| 5.  | Atl. Reguengos     | 52  | 30 | 15 | 7  | 8  | 47 | 31 | +16 |                                |
| 6.  | GD Lagoa           | 48  | 30 | 14 | 6  | 10 | 32 | 25 | 7   |                                |
| 7.  | CD Pinhalnovense   | 46  | 30 | 13 | 7  | 10 | 41 | 31 | +10 |                                |
| 8.  | Marítimo B         | 41  | 30 | 11 | 8  | 11 | 37 | 30 | +7  |                                |
| 9.  | AD Pontassolense   | 41  | 30 | 12 | 5  | 13 | 42 | 45 | -3  |                                |
| 10. | Estrela da Amadora | 41  | 30 | 11 | 8  | 11 | 26 | 24 | -2  |                                |
| 11. | AD Camacha         | 40  | 30 | 9  | 13 | 8  | 37 | 31 | +6  |                                |
| 12. | Real SC            | 39  | 30 | 10 | 9  | 11 | 38 | 29 | 9   |                                |
| 13. | Aljustrelense      | 32  | 30 | 7  | 11 | 12 | 39 | 45 | -6  | Despromovido III Divisão       |
| 14. | Igreja Nova        | 23  | 30 | 6  | 5  | 19 | 26 | 57 | -31 | Despromovido III Divisão       |
| 15. | Odivelas           | 22  | 30 | 5  | 7  | 18 | 26 | 43 | -17 | Despromovido III Divisão       |
| 16. | UD Santana         | 3   | 30 |    | 3  | 27 | 12 | 89 | -77 | Despromovido III Divisão       |

## 2ª Fase - Apuramento de Campeão e Promoção a LigaVitalis

### Calendário e Resultados
| Jn | Data             | Equipa           |   |   | Equipa           |
| -- | ---------------- | ---------------- | - | - | ---------------- |
| 1. | 9 de Maio 2010   | União da Madeira | 0 | 0 | Moreirense FC    |
| 2. | 15 de Maio 2010  | União da Madeira | 1 | 2 | FC Arouca        |
| 3. | 23 de Maio 2010  | Moreirense FC    | 2 | 0 | FC Arouca        |
| 4. | 30 de Maio 2010  | Moreirense FC    | 0 | 0 | União da Madeira |
| 5. | 6 de Junho 2010  | FC Arouca        | 0 | 1 | União da Madeira |
| 6. | 10 de Junho 2010 | FC Arouca        | 2 | 1 | Moreirense FC    |

### Classificação
|    | Equipa           | Pts | J | V | E | D | GM | GS | +/- | Notas                                            |
| -- | ---------------- | --- | - | - | - | - | -- | -- | --- | ------------------------------------------------ |
| 1. | FC Arouca        | 6   | 4 | 2 |   | 2 | 4  | 5  | -1  | Campeão da II Divisão e Promovido à Liga Vitalis |
| 2. | Moreirense FC    | 5   | 4 | 1 | 2 | 1 | 3  | 2  | +1  | Promovido à Liga Vitalis                         |
| 3. | União da Madeira | 5   | 4 | 1 | 2 | 1 | 2  | 2  | 0   |                                                  |